# Lacerta schreiberi
Lacerta schreiberi (ящірка Шрайбера) — представник роду Ящірок родини Справжні ящірки.

## Опис
Великий вид, близько 13,5 см довжиною без врахування хвоста й 38 см довжиною з хвостом. Lacerta schreiberi відома яскравим забарвленням. Спина зелена з чорними плямами, голова і шия яскраво-сині. Низ самця жовтий. Самиця коричнево-зелена з світло-коричневою головою і обширними чорними плямами. Забарвлення неповнолітніх схоже на вигляд дорослої самиці.

## Поширення
Країни проживання: Португалія; Іспанія. Вид може бути знайдений від близько до рівня моря в 2100 м над рівнем моря. Живе у вологих, густих областях чагарників, на краях лісів, у рідколіссях (листяних, змішаних і соснових), берегах річок і струмків. Особливо тісно пов'язаний з потоками в південній частині ареалу.

## Спосіб життя
Раціон складається з комах, рептилій, молодих птахів і фруктів. Цей денний вид активний тільки при пошуках їжі. L. schreiberi активні з березня по вересень, спарювання відбувається в квітні або травні. У середньому самиці відкладають від 11 до 18 яєць в червні. Не захищає територію , але протистояння між самцями не є рідкістю. Самці часто мають тривалий фізичний контакт з самицею, щоб запобігти конкуренції зі спаровування.

## Загрози та охорона
Цей вид чутливий до змін середовища проживання. Популяціям на півдні Іспанії загрожує втрата середовища існування, в основному через вирубки лісів, лісові пожежі. Цей вид включений у додаток II Бернської конвенції. Зустрічається в кількох охоронних територіях. 